# Santa Marta de Magasca
Santa Marta de Magasca est une commune de la province de Cáceres dans la communauté autonome d'Estrémadure en Espagne.